# TrackMania Nations
TrackMania Nations (TMN, subtitulado Electronic Sports World Cup, a menudo abreviado como ESWC) es un videojuego de carreras desarrollado por Nadeo y publicado de forma gratuita por Focus Home Interactive el 27 de enero de 2006. Continuación de Sunrise, del cual toma el concepto, está especialmente desarrollado para la competencia internacional ESWC. Nadeo, sin embargo, incluye publicidad en el juego para compensar la falta de ingresos económicos. El juego ofrece un enfoque atípico en comparación con las creaciones del mismo género en el momento de su lanzamiento, con su simple jugabilidad orientada a arcade, su editor de niveles, la facilidad para compartir creaciones y el interés de su modo multijugador. Ofrecido de forma gratuita para permitir que todos los jugadores se entrenen para la competición mundial, ofrece solo un entorno llamado Stadium, que representa un estadio grande. Por tanto, se propone un coche único con un único tipo de conducción: una especie de monoplaza de Fórmula 1 parecido a un Ariel Atom que exige velocidad y técnica.
Nations fue muy bien recibido por la prensa especializada, a pesar de la escasa cobertura mediática. El juego suma rápidamente varios millones de descargas, gracias a su acceso gratuito. A mediados de abril de 2008, Nadeo publica TrackMania Nations Forever y TrackMania United Forever, dos extensiones para Nations y TrackMania United, que principalmente te permite jugar estos dos juegos juntos en multijugador. Esta extensión independiente también recibe buenas críticas por parte de los observadores. Nations y TrackMania Nations Forever se reproducen durante varios LAN sino también durante muchas competiciones. La ESWC incluye ambas versiones del juego desde 2006 hasta 2012. Por lo tanto, permite a Nadeo entrar en el círculo cerrado del eSport al nivel superior. Nations es parte de la serie TrackMania.

## Jugabilidad

### General
TrackMania Nations es un juego de carreras que se muestra en una vista en tercera persona. Toma el concepto muy enfocado a arcade establecido por los dos juegos anteriores de la serie, oponiéndose a la jugabilidad de los juegos enfocados en las carreras de la competencia sobre la simulación y su precisión. En este caso, la ausencia de colisión entre automóviles sigue estando presente. Estos se cruzan como vehículos fantasmas si sus caminos se cruzan o se superponen. El jugador corre solo en la pista tanto en modo multijugador como en solitario y, por lo tanto, es imposible tocar o empujar a un oponente. El juego ofrece solo un automóvil con un comportamiento único sin ningún ajuste, aparte del color distintivo de la carrocería, que representa a cada nación. Nations se hace cargo del sencillo sistema de control con cuatro botones que te permiten frenar, acelerar y administrar la dirección, así como dos más para reiniciar el juego. También cuenta con claxon. Durante los saltos, el jugador puede frenar o acelerar para influir en la trayectoria del coche.
El jugador participa en carreras cronometradas que tienen lugar en circuitos o pistas en las que debe llegar a la meta a través de puntos de control. Estos están representados por tipos de arcos que pasan por encima de la pista, algunos a veces se colocan en lugares inesperados. Por lo tanto, el jugador debe lograr el mejor tiempo posible y puede, para cada pista, ganar tres medallas: bronce, plata y oro. Estos se obtienen completando el circuito en un tiempo determinado. El jugador también puede ganar el record Nadeo que es aún más difícil de obtener que en los juegos anteriores. El concepto de TrackMania requiere una gran cantidad de método de prueba y error para descubrir y dominar las particularidades de cada pista. Nations se puede jugar con teclado o con un mando.
Nations presenta muchas características nuevas. El motor de juego renovado presenta imágenes mejoradas con respecto a sus predecesores. El juego incluye un centenar de pistas preconstruidas que aumentan gradualmente en dificultad. Se requiere una conexión a Internet para operar el juego, con el fin de crear una cuenta. Los "paseo en la pared" son posibles. Nations incorpora un sistema de puntuación con una clasificación mundial, nacional, regional y departamental para cada carrera. Al final de cada carrera, la clasificación se actualiza y recupera automáticamente. Para establecer este ranking, cada jugador gana puntos según las carreras y sus resultados. La cantidad de puntos ganados en el modo multijugador se calcula mediante un algoritmo complejo, en relación con el resultado del jugador y la cantidad de oponentes en un juego.
La extensión Nations Forever ofrece gráficos llevados al nivel de los ofrecidos en TrackMania United así como en sesenta y cinco nuevas carreras. La interfaz, también rediseñada, reanuda globalmente el de TrackMania United. Le jeu intègre dès lors le système de ManiaLink, de ManiaZone et de classement de United. Por lo tanto, el juego integra el sistema de clasificación ManiaLink, ManiaZone y United. Para progresar en la clasificación en solitario, el jugador debe obtener "puntos de habilidad" logrando buenos tiempos. Los puntos acumulados varían según la clasificación y el número de oponentes potenciales. En el modo multijugador, un sistema completamente independiente gestiona las clasificaciones: los "puntos de escalera". Este sistema, que tiene en cuenta el progreso del jugador, otorga puntos a un jugador según sus resultados y el nivel de los oponentes.

### Entorno
TrackMania Nations ofrece solo un entorno, llamado Stadium, orientado a la competencia, con una jugabilidad técnica y un único tipo de conducción que requiere precisión en las trayectorias y gestión de la velocidad según la configuración de la pista. Este medio ofrece un estilo gráfico más clásico para un juego de carreras. Abandona los universos soleados, los paisajes y el subsuelo. La acción tiene lugar en un gran estadio de competición, al estilo de los circuitos de Fórmula 1, donde aparecen muchos logotipos y vallas publicitarias de las marcas Nvidia o ESWC. Además del clásico asfalto, las pistas cuentan con un nuevo revestimiento: el césped. Sin embargo, el juego solo ofrece una atmósfera (durante el día) mientras que la obra anterior ofrecía varias (noche, mañana, tarde...). La expansión Nations Forever agrega un nuevo revestimiento: algunas carreras tienen lugar parcial o totalmente en tierra. Ciertas pistas de Nations Forever a veces muestran decoraciones que se asemejan a túneles de aire o pasajes entre particiones en edificios, como carreras de motocross o kart interior. Además, la extensión permite decidir a qué hora del día tiene lugar la carrera, lo que repercute en la luminosidad y el ambiente.
Las pistas van desde las más sencillas hasta las más rápidas y complejas con varios pisos, saltos y muchos saltos. Están formadas por pendientes pronunciadas, curvas pronunciadas, carreteras sinuosas y atípicas, de plataformas, desde "bucles", desde "medio tubo" o bloques que de repente aceleran los coches. El jugador a veces tiene que evitar cosas como agujeros o columnas en el medio de la carretera. Las salidas de la pista suelen ser eliminatorias ya que rara vez es posible regresar al circuito.
Solo hay un auto disponible. Es una especie de monoplaza de Fórmula 1 que parece un Ariel Atom, con suspensiones bajas y que tiende a dar la vuelta. El comportamiento del coche difiere mucho de los modelos ofrecidos en juegos anteriores y ofrece una experiencia de conducción más realista. Como en el juego anterior, puede alcanzar velocidades muy altas, cercanas a 800 km/h. Cada país tiene sus propios colores de vehículo: cincuenta y tres "capas de pintura" que corresponden a las banderas de las naciones y se aplican automáticamente a los coches según la país de origen del jugador. Este último todavía puede personalizar su coche.

### Individual y multijugador
El corazón de TrackMania Nations es su aspecto multijugador, en el que los jugadores de todo el mundo se clasifican según sus puntuaciones. Incorpora nuevos modos en línea. Cada jugador recibe información sobre las calificaciones en su país para la ESWC directamente en la interfaz del juego.
En solitario, el juego ofrece el modo Carrera idéntico al de los primeros juegos, que aquí se llama Entrenamiento. Sin embargo, los modos Puzzle, Platform, Stunt y Survival de sus predecesores están ausentes. El juego incluye un centenar de pistas prediseñadas clasificadas en tres niveles de dificultad (principiante, avanzado y experto). El jugador puede acceder a todas las carreras individuales en el orden que desee. También puede realizar campañas que son agrupaciones de carreras. En Nations Forever, los circuitos se desbloquean gradualmente según las medallas ganadas en las carreras anteriores. Las pistas están ordenadas por color (blanco, verde, azul, rojo, negro).
El multijugador en línea ofrece tres modos de juego que tienen lugar en un solo jugador o en equipo y casi setenta pistas. En la red como en Internet, el número de jugadores no está limitado. En el modo Contrarreloj, hasta ocho jugadores deben lograr el mejor tiempo en una pista dentro de un tiempo determinado (el jugador puede usar la función que permite reiniciar el juego desde el último "punto de control"). En el modo Per Lap, a los jugadores solo se les permite una salida y el objetivo es establecer el tiempo más rápido. El modo Team permite que dos equipos compitan entre sí.
En "hotseat", cada jugador debe crear un perfil para poder jugar. En el modo "Por turno", los jugadores (ocho como máximo) compiten en la misma pista cada turno en el mismo PC para establecer el mejor tiempo. Cada uno tiene un número limitado de intentos (representados en la pantalla por una barra de color que se vacía gradualmente). En el modo Contrarreloj, a los jugadores se les concede una cierta cantidad de intentos en lugar de un tiempo potencial.
La expansión Nations Forever permite jugar en multijugador en el universo Stadium con jugadores que tienen United Forever, la expansión de TrackMania United. Se cambia la interfaz y la clasificación de los circuitos individuales. Cualquiera que sea el modo de juego, las pistas se clasifican por nivel de dificultad: principiante, fácil, normal, difícil y extremo. A continuación, se presentan mediante una tabla formada por miniaturas que muestran el tipo de entorno. Las pistas también están marcadas de acuerdo con cuatro criterios que representan su naturaleza: carrera, acrobático, resistencia y velocidad.

### Características
El juego toma las características esenciales de las entregas anteriores. El editor de niveles, similar al del juego anterior, te permite crear pistas personalizadas, elegir gráficos, modo de juego o música y tener más o menos influencia en el aspecto "presionar adelante" de su creación. En el editor de niveles, todos los bloques son inmediatamente accesibles, sin necesidad de desbloquearlos. El editor de repetición y el Mediatracker le permiten administrar la ubicación de las cámaras y realizar secuencias de introducción y final. El juego no incluye una función "peer-to-peer", Nations está enfocado en competición. Jugadores que tienen una versión de TrackMania o Sunrise se benefician de características adicionales.
El juego incluye un sistema que te permite desafiar a tus amigos por correo o por Messenger. Una nueva función te permite crear y administrar una lista de amigos, invitando a conocidos como Facebook o Myspace.

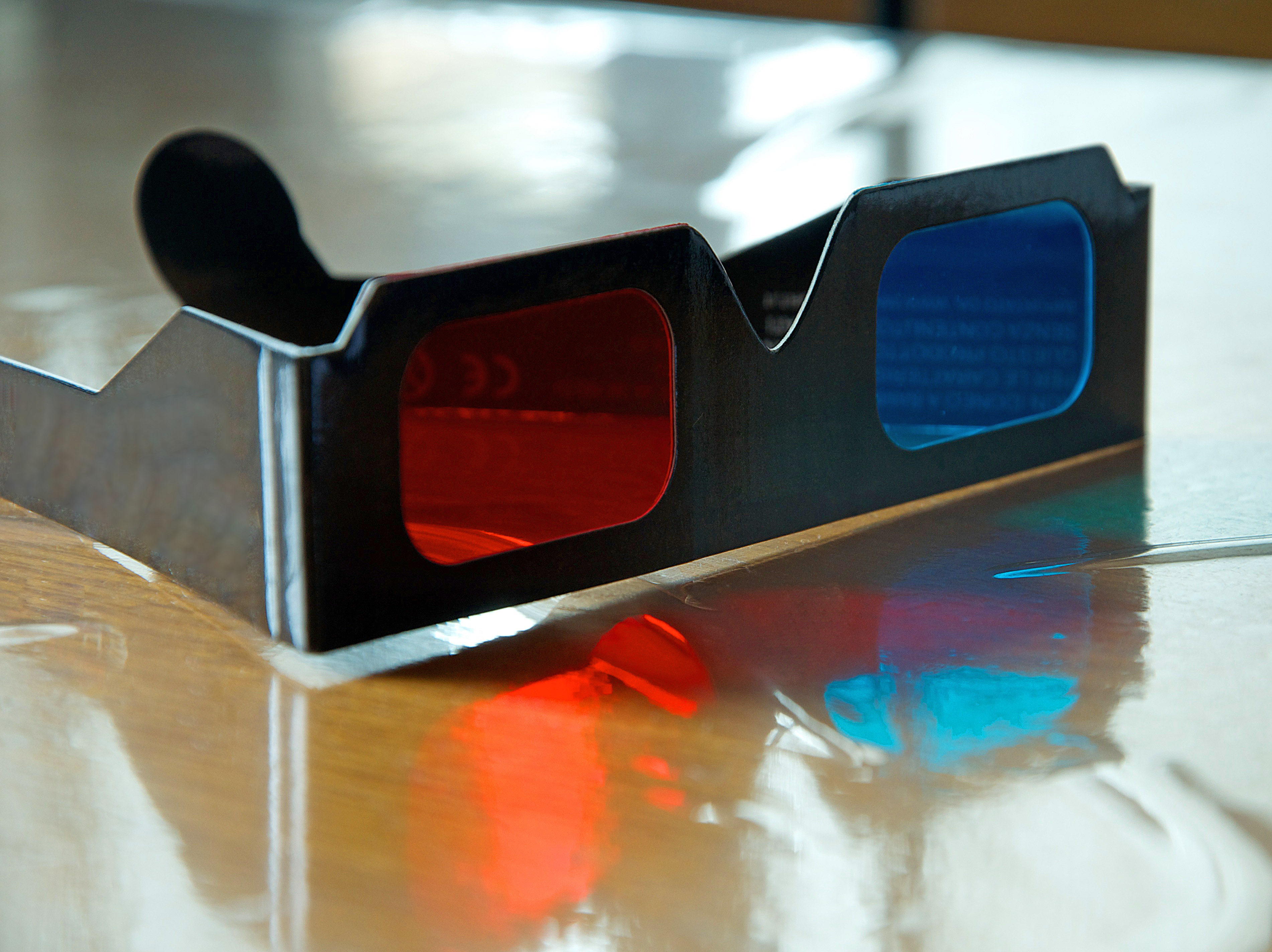
Par de gafas 3D (estereoscópicas) similares a las distribuidas por Focus.

TrackMania Nations Forever permite mostrar gráficos en estereoscopía anaglífico que se pueden ver con gafas 3D.

## Desarrollo

### Génesis
TrackMania Nations es desarrollado por Nadeo, en estrecha colaboración con los organizadores de la Copa del Mundo, que han aportado toda su experiencia de la competición en el videojuego. El desarrollo comienza en 2005 y tiene una duración de seis meses. Aunque Nadeo acaba de lanzar la expansión para el segundo juego, Sunrise eXtreme, anunció a finales de enero del año siguiente, la publicación de TrackMania Nations.
Florent Castelnérac se acerca por primera vez al mundo de eSport a través de su amigo Matthieu Dallon, fundador del  Electronic Sports World Cup (desde entonces se llama eSports World Convention). Asiste a este mitin en el Futuroscope Convention Center en Poitiers, en el que casi 400 jugadores compiten en juegos como Counter-Strike y Quake 4. Fue en 2005, durante un viaje a China para la feria de videojuegos Chinajoy, que comprendió el entusiasmo por este aspecto de los videojuegos. Al ver las competencias de Need for Speed, piensa que TrackMania sería un mucho más adecuado para eSport que este. ESWC, a través de Matthieu Dallon, firma un acuerdo con Nadeo para que la empresa francesa desarrolle y distribuya un videojuego gratuito destinado a la competición. Mientras Nadeo está trabajando en TrackMania Sunrise, alrededor de septiembre de 2004, la ESWC le pide al estudio que cree un juego específico para su competencia. Nadeo no está preparado para atender la demanda y Caltelnérac considera que este también es el caso de la ESWC. La empresa vuelve un año después con el concepto de una versión a medida del juego para EWSC 2006, centrada en juegos competitivos.

[La ESWC] quería una edición limitada gratuita [del juego original], volvimos un año después con una propuesta para un juego [completo] gratuito, centrado en el eSport  que podríamos desarrollar.
Florent Castelnérac.

Castelnérac recuerda, además de conocer a Dallon de ESWC o su viaje a China, que el desarrollo hacia la competición es también una continuación lógica para un juego que pretende ser multijugador y que integra un sistema de puntuación y clasificación. También revela que practicó deportes competitivos durante su juventud. Por lo tanto, es natural que se acerque a la competencia. Quiere ver en este juego menos entretenimiento que una herramienta para unir naciones y jugadores.

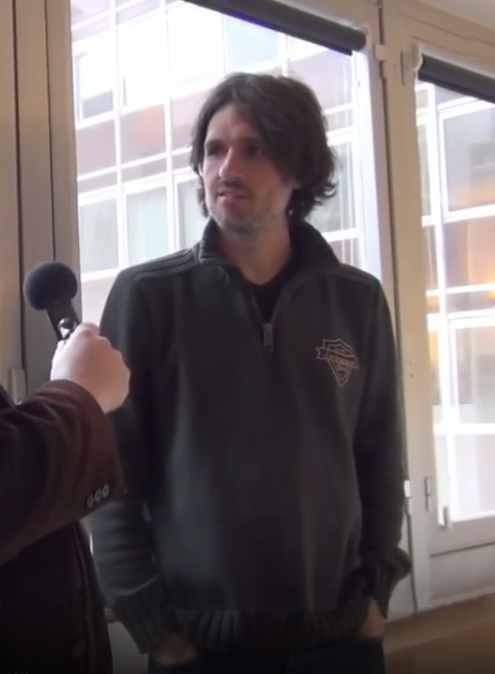
Florent Castelnérac, director de Nadeo (foto de 2013).

El interés de Nations es promover el juego a nivel internacional, ya que a pesar de cierto éxito en Europa, la licencia en ese momento no es muy conocida en el mundo, especialmente en Estados Unidos.

### Extension
Si Nations se desarrolla en solo seis meses, Nations Forever requiere más de un año de trabajo porque el equipo se demora mucho. Nadeo está trabajando con ESWC para realizar algunas configuraciones y ajustes en Nations Forever. La extensión tiene doce versiones intermedias, evolucionando en particular gracias a la comunidad y los pocos 600 beta-testers.
Para distribuir el par de gafas 3D a los jugadores que obtuvieron la expansión a través de descarga, Focus Home Interactive está pensando en una primera, haz lo mismo que para las pegatinas de la serie, enviándolas por correo a cambio de un sobre pre-sellado enviado por quienes deseen obtenerlo. Sin embargo, como la práctica consume demasiado tiempo, Focus opta por la publicación de una revista (finales de mayo de 2008) titulada TrackMania, la revista oficial. Este está dedicado a la serie con archivos, entrevistas, reportajes, y también ofrece un par de lentes, una versión física del juego y varios contenidos en un DVD.

## Banda sonora
Las músicas de Nations y de Nations Forever fueron compuestas por el artista francés DOO.

## Marketing y expansión
Florent Castelnérac anuncia en varios foros oficiales que Nadeo dará a conocer a finales de noviembre de 2005 noticias importantes sobre el TrackMania franquicia. Nadeo y Focus están filtrando gradualmente el título TrackMania Nations. El concepto del juego gratuito e independiente para la Electronic Sports World Cup se lanzó el 1 de diciembre de 2005. La publicación se anuncia para el mes de enero de 2006. TrackMania Nations se publicó en PC como descarga gratis el 27 de enero de 2006. Los titulares de licencias CyberLeagues tienen acceso al juego la semana anterior al lanzamiento. Posteriormente, Nadeo lanzó algunos correcciones para Nations, cuyo objetivo principal es garantizar la compatibilidad con Windows XP y Vista (versión 1.8.0).
Nations también es ampliamente distribuido por la prensa especializada que ofrece el juego y todo tipo de contenido, en CD o DVD adjunto a su publicación. Un CD bundle que incluye una versión del juego llamada TrackMania Nations: Special Edition y el juego SpellForce 2: Shadow Wars se comercializa en particular en ciertas cajas de tarjetas gráficas de la marca Leadtek.
Durante la ESWC 2006, se presentó un nuevo juego de la serie titulado TrackMania United. Reúne todos los entornos creados hasta ahora. También se anuncia el lanzamiento de una nueva versión de TrackMania Nations. Ya se conocen algunas características nuevas, como nuevos bloques o un nuevo sistema de clasificación para circuitos creados por jugadores. La expansión se dio a conocer en gran medida el 4 de abril de 2008. TrackMania Nations Forever, el complemento independiente de TrackMania Nations, por lo tanto, se publica el 16 de abril de 2008 en PC con Windows en descarga gratis. Esta publicación sigue al lanzamiento el día anterior, el 15 de abril de 2008, de la extensión TrackMania United Forever, destinada al juego United. El principal interés de estas dos extensiones es permitir que los usuarios de los dos juegos se conecten a los mismos servidores de juegos en línea en el universo Stadium. Además de las nuevas funciones ya anunciadas, la expansión ofrece un modo para un jugador que incluye sesenta y cinco pistas nuevas, en una nueva versión mejorada del universo Stadium. También incorpora la posibilidad, como en Sunrise, de decidir la hora del día en la que se desarrolla la carrera. Esta elección tiene un impacto en el brillo y la atmósfera. Todos los jugadores deben crear una nueva cuenta para acceder al juego. A partir de junio de 2008, Nadeo publica un arreglo para TrackMania Nations Forever, que es seguido por muchos otros parches.
Nations Forever también se publica en Steam el 16 de abril de 2008. Esta versión no incluye la protección StarForce.
La versión en caja de Nations Forever incluye un par de gafas 3D. Para satisfacer las expectativas de los jugadores que obtuvieron la extensión a través de descarga, Focus Home Interactive, en asociación con el editor Future, publica el 28 de mayo de 2008 en Francia una revista titulada TrackMania, la revista oficial. Está dedicado a la serie con archivos, entrevistas, reportajes y también ofrece un par de anteojos y una versión en caja del juego en DVD.
Las camisetas con la imagen de TrackMania fueron comercializados en 2008 por la empresa Himmersion.

## Recepción

### Funcionamiento
El número de jugadores conectados, cuentas, descargas, instalaciones de juegos y registros sigue creciendo hasta alcanzar varios millones unos años más tarde. Según la información proporcionada por Focus y Nadeo, durante el primer fin de semana después del lanzamiento, 200,000 usuarios de habla francesa descargaron el juego y los servidores del juego en línea experimentaron un pico de conexiones simultáneas de 8000 personas el sábado 29 de marzo de 2006, lo que provocó algunas ralentizaciones. A continuación, Nadeo indica a partir del 30 de enero de 2006 la creación de nuevos servidores para que todos los jugadores puedan jugar en línea y entrenar en las mejores condiciones. El 25 de febrero de 2006, 400.000 jugadores están registrados. Finaliza marzo de 2006, 600,000 jugadores aparecen en las clasificaciones internacionales en línea establecidas en el juego. Focus y Nadeo totalizan 6 millones de descargas del juego y observan las conexiones simultáneas de casi 10,000 personas constantemente en los servidores. Las dos empresas francesas también notan la llegada de 100,000 nuevos jugadores cada semana. En abril de 2007, la revista Hardcore Gamer indica la cifra de 500,000 pistas creadas por aficionados. El 22 de octubre de 2007, 3,398,745 jugadores están registrados. A partir de abril de 2008, Nadeo y Focus anuncian 30 millones de instalaciones de juegos y 4 millones de creaciones de cuentas. A inicios de julio de 2008, 15,000 nuevos jugadores comienzan a jugar TrackMania todos los días. TrackMania Nations totalizó alrededor de 12 millones de usuarios registrados a finales de 2012.
Florent Castelnérac reveló en febrero de 2006 que la publicación de Nations y su descubrimiento por parte del público en general de ventas infladas de entregas de TrackMania luego disponibles comercialmente en ese momento.
TrackMania Nations y Nations Forever, como las expansiones anteriores Power Up! Y Sunrise eXtreme, se ofrecen de forma gratuita. Castelnérac declaró en el verano de 2008 que a pesar de toda esta política de libertad, la actividad de Nadeo sigue siendo rentable, sobre todo gracias al pequeño tamaño de la empresa, compuesta únicamente por doce personas. Sobre todo desde que Nadeo ha puesto en marcha un sistema de publicidad en el juego, las marcas pueden comprar espacios publicitarios, consecuencia de la profesionalización de los videojuegos. Esto le permite a Nadeo obtener ingresos económicos a través del juego. Desde su primer lanzamiento, el juego presenta muchos logos y vallas publicitarias de las marcas Nvidia o ESWC. En 2006, la empresa IGA Worldwide firmó un acuerdo con Nadeo para introducir publicidad en el juego. La empresa Cossette Montreal firma un acuerdo que también permite a Bell Sympatico mostrar anuncios. El 31 de octubre de 2007, IGA Worldwide firmó un nuevo acuerdo que permite la introducción de anuncios en TrackMania Nations Forever por tres años.
Tras el cierre de la empresa Massive, en relación con la distribución de anuncios en el juego,

Florent Castelnérac anuncia el 9 de diciembre de 2010 la modificación de las reglas de acceso a los servidores en línea en TrackMania, en reacción a la disminución de ingresos resultados publicitarios. Cédric Lagarrigue, presidente (en ese momento) y fundador de Focus Home Interactive, ya lo había revelado, casi un año antes, durante la adquisición de Nadeo por Ubisoft, que a pesar del aumento constante en el número de jugadores en Nations, los ingresos publicitarios del juego, que representaban una parte nada despreciable de los ingresos de Nadeo, se han ido agotando gradualmente. la crisis internacional de subprimes que tuvo lugar en este momento desde 2007. Por lo tanto, se establecen limitaciones para alentar a los jugadores a comprar la versión paga TrackMania United Forever. Cada jugador que se conecte a los servidores del juego TrackMania de la versión gratuita Nations Forever solo puede acceder a los servidores del espacio llamado Freezone o los favoritos manualmente (solo tres favoritos posibles). Cualquier jugador que use la versión gratuita solo puede jugar cinco carreras seguidas, luego convertirse en espectador de una carrera antes de poder volver a jugar, y así sucesivamente.

Sin esta solución ciertamente no perfecta, la supervivencia del concepto Forever estaría amenazada
Florent Castelnérac (comentarios hechos en diciembre de 2010).

Este cambio de funcionamiento no fue bien recibido por los jugadores.

### Nations
TrackMania Nations fue generalmente bien recibido por la prensa especializada cuando fue lanzado.
PC Open juzga cómo "manejar y aprender fácil". Selon Eurogamer, la conduite n'est peut-être pas aussi rapide que celle de son prédécesseur mais elle est plus technique. Para PC Open, "Nations cumple muy bien el rol para el que fue creado, es decir el juego en competición". Para Giochi per il mio computer, "el juego puede parecer frustrante a primera vista, pero su aspecto adictivo se hace cargo y empuja al jugador a mejorar constantemente su rendimiento". La revista digit considera "alta la dificultad del juego, incluso a nivel medio". JeuxVideoPC.com lo señala un "juego extremadamente divertido" y considera que el editor de niveles es fácil de usar. La revista lamenta la ausencia de ciertos modos presentes en juegos anteriores, como el modo Puzzle. Según Hardcore Gamer, "la ausencia de colisión finalmente empuja al jugador a luchar en el modo multijugador contra la pista en lugar de contra los competidores". Es un sentimiento que también encuentra la revista digit. JeuxVideoPC.com considera lamentable "la ausencia de colisión". Según Giochi per il mio computer, "los jugadores que no estén familiarizados con la serie pueden encontrar algunas dificultades con las funciones ofrecidas por los desarrolladores".
digit juzga que "los gráficos son magníficos". Para JeuxVideoPC.com, son de calidad y no requieren una gran configuración. PC Open considera que "el juego tiene la ventaja de ejecutarse en la mayoría de las configuraciones, con distintos grados de detalle". Giochi per il mio computer considera las texturas "limpias y convincentes". Hardcore Gamer señala que los gráficos no están fechados como muchos juegos gratuitos y están en el nivel de producción de la competencia en este momento (2006).
Hardcore Gamer considera que "el modo para un jugador es solo un calentamiento, mientras que el modo en línea brinda toda la plenitud del juego". digit espera un multijugador decepcionante debido al pequeño tamaño del juego (un ejecutable de solo 265 MB). Sin embargo, la revista se ganó una experiencia de increíble y un juego con servidores rápidos, sin lag. Sin embargo, lamenta que los nombres de las pistas no sean "más evocadores de lo que son". JeuxVideoPC.com remarque qu'il est parfois imposible de différencier les serveurs officiels et non officiels. Giochi per il mio computer califica el modo asiento caliente de "espectacular".
digit revela que el juego se le llama "The Crashday Killer" por los jugadores (porque ninguno de ellos tiene tiempo para jugarlo mientras que hay dinero que ganar en Nations). Eurogamer considera que se puede perdonar a Nadeo por haber introducido anuncios, ya que la empresa ofrece contenido gratuito a los jugadores.
Según PC Open, "la música de fondo de los menús ayuda a crear un efecto de pausa con las fases del juego, que son muy rítmicas". Según la revista, "los efectos de sonido están bien hechos, especialmente los motores rugiendo, o cuando los vehículos pasan por encima de los aceleradores".
JeuxVideoPC.com no obstante estima los efectos de sonido de los autos "significantes" y lamenta no poder detener la música en el juego y tener que pasar por el launcher para lograr esto.
Según Hardcore Gamer y digit, Nations es "uno de los mejores juegos carreras durante los pocos años antes de su lanzamiento (2006)". Según JeuxVideoPC.com, "Nadeo continúa en excelencia". Edge lo describe como "juego gratuito con excelentes acabados". Para Giochi per il mio computer, Nations es una "experiencia de juego que todo jugador debería haber probado al menos una vez".

### Nations Forever
TrackMania Nations Forever fue generalmente bien recibido por la prensa especializada cuando fue lanzado.
Para la edición italiana de la revista The Games Machine, la posibilidad de competir en línea con los jugadores que tienen el juego TrackMania United es un buen desarrollo. De acuerdo con Hardcore Gamer, "los rebotes incontrolables del auto en aterrizajes en mal estado pueden ser frustrantes, pero los saltos de gran tamaño siguen siendo agradables". Giochi per il mio computer considera la actualización "excelente" y recomienda el juego a sus lectores. Según GamesPlanet, el juego es un "fantástico paso adelante en comparación con su hermano mayor lanzado dos años antes". El sitio lo llama "increíblemente adictivo, lleno de competencia y adrenalina", y cree que el espíritu de Nations se ha mantenido e incluso mejorado. El sitio nota gráficos más suaves y vehículos más detallados, y observa con interés el sistema mejorado de puntos de control. Para el sitio, la adición de la funcionalidad de visualización de gráficos en 3D es útil. Canard PC felicita a Nadeo por esta nueva versión de su juego y es gratis. La revista cree que conducir no tiene nada que envidiar a la suavidad de juegos como F-Zero o WipeOut, y lo considera el mejor juego del momento (2006) en el estilo de juego de carreras arcade.

### Recursos secundarios
1. ↑  Ackboo (30 de abril de 2008). «TrackMania Nations Forever». Canard PC (170): 22.
2. ↑  Ellie Gibson (7 avril 2008). «New TrackMania game to be free». Eurogamer (en inglés).
3. ↑  «News: Combattre le trac». Canard PC (94): 4. 14 de diciembre de 2005.
4. ↑  Joule (27 de enero de 2006). «Test - Trackmania Nations ESWC». Factornews. Archivado desde el original el 30 de abril de 2010. Consultado el 16 de agosto de 2022.
5. ↑  Tetsuya Asakura. «Trackmania Nations». 4Gamer.net (en japonés).
6. ↑  «Les Démos: TrackMania Nations». Joystick (179): 8. Marzo de 2006.
7. ↑  Christophe Collet (28 de mayo de 2008). «Future lanza la revista oficial de TrackMania». GamePro.fr (en italiano). Archivado desde el original el 22 de noviembre de 2008. Consultado el 11 de octubre de 2021.
8. ↑  «TrackMania, la série». Joystick (202): 81-83. Enero de 2008.
9. ↑  James Ransom-Wiley (2 de enero de 2007). «In-game ads put devs in control». Engadget (en inglés).
10. ↑  Simon Carless (4 de mayo de 2006). «The Art & Business of Making Games». Gamasutra (en inglés).
11. ↑  Chris Pereira (22 de octubre de 2010). «Microsoft Confirms In-Game Ad Company Massive to Shut Down». 1UP.com (en inglés). Archivado desde el original el 17 de octubre de 2012. Consultado el 11 de octubre de 2021.
12. ↑  Marcel Kleffmann (12 de diciembre de 2010). «TrackMania Nations: Einschränkungen für Nations Forever». 4Players.de (en alemán).
13. ↑  Rédaction (8 de octubre de 2009). «Interview Cédric Lagarrigue (Focus)». Jeuxvideo.com.
14. ↑  John Walker (30 de abril de 2008). «TrackMania Nations Forever». Eurogamer (en inglés).
15. ↑  Florent Castelnérac (26 de noviembre de 2005). «Big bang internacional de TrackMania». TM-Forum (en inglés). Archivado desde el original el 2 de mayo de 2018. Consultado el 10 de octubre de 2021.
16. ↑  Hylis (Florent Castelnérac) (26 de noviembre de 2005). «La noticia más grande en la historia de TM». Forum TrackMania-le-jeu. Archivado desde el original el 19 de febrero de 2008. Consultado el 10 de octubre de 2021.
17. ↑  DOO. «Toda la música de Doo». www.doomusic.net. Archivado desde el original el 27 de marzo de 2022. Consultado el 10 de octubre de 2021.
18. ↑  Florent Castelnérac (9 de diciembre de 2010). «Freezone». TM-Forum (en inglés). Archivado desde el original el 3 de octubre de 2022. Consultado el 10 de octubre de 2021.
19. ↑  Nadeo (27 de enero de 2006).  Focus Home Interactive, ed. TrackMania Nations - Manual.
20. ↑  Nadeo. TrackMania Nations Forever.  PC. 16 de abril de 2008.
21. ↑  Nadeo. TrackMania Nations.  PC, (v1.7.9/1.8.0). 27 de enero de 2006.
22. ↑  «Del estadio a la bahía». TrackMania, le magazine officiel (1): 26-31. Verano de 2008.
23. ↑  «TrackMania: Historia de un mito». TrackMania, le magazine officiel (1): 10-17. Verano de 2008.
24. ↑  «Nations, United, Forever: ¿Cómo navegar?». TrackMania, le magazine officiel (1): 18-21. Verano de 2008.
25. ↑  «Sistema de clasificación: Eres simplemente el mejor». TrackMania, le magazine officiel (1): 43. Verano de 2008.
26. ↑  «Encuentro: Amélie Castelnérac». TrackMania, la revista oficial (1): 34-35. Verano de 2008.
27. ↑  Nadeo - Nuestro informe del desarrollador de TrackMania y ShootMania (Playitlive.fr) en YouTube.
28. ↑  Eric Viennot (15 de abril de 2009). «Lejade-Castelnerac: la entrevista de los francotiradores #1 - Paperblog». Paperblog.
29. ↑  «Entrevista a Florent Castelnerac CEO de Nadeo» (vídeo). Dailymotion (en inglés). 2011.
30. ↑  TM-Exchange (6 de noviembre de 2007). «¡Una entrevista real con Nadeo!». TM-Exchange-Forum (en inglés). Archivado desde el original el 4 de abril de 2016. Consultado el 10 de octubre de 2021.
31. ↑  Cauhopé Pierre (2008). «Entrevista: Florent Castelnerac - En vivo: ESWC Francia 2008». Actu-Lan. Archivado desde el original el 15 de mayo de 2018. Consultado el 10 de octubre de 2021.
32. ↑  Sebastien (7 de febrero de 2006). «Entrevista de Florent Castelnerac, PDG de Nadeo». Jeuxvideo.fr. Archivado desde el original el 19 de marzo de 2018. Consultado el 10 de octubre de 2021.
33. ↑  Dan Cheer (21 de abril de 2008). «Reseña de TrackMania Nations Forever (PC)». GamesPlanet (en inglés). Archivado desde el original el 9 de noviembre de 2022. Consultado el 11 de octubre de 2021.
34. ↑  Tom Bramwell (24 de enero de 2006). «TrackMania Nations ESWC». Eurogamer (en inglés).
35. ↑  Seb (4 de febrero de 2006). «Prueba de TrackMania Nations en PC». Jeuxvideo.fr. Archivado desde el original el 8 de febrero de 2006. Consultado el 11 de octubre de 2021.
36. ↑  Chris Marsh (28 de octubre de 2014). «¡Olvídate de Forza! TrackMania es el mejor racer para profesionales». Red Bull (en inglés).
37. ↑  Martin Robinson (1 de noviembre de 2012). «How Nadeo plans to make ShootMania the number one eSports FPS». Eurogamer (en inglés).
38. ↑  Rédaction (2 de diciembre de 2005). «Nadeo presenta TrackMania Nations». Jeuxvideo.com.
39. ↑  Nerces (2 de diciembre de 2005). «TrackMania Nations presentado por Nadeo / Focus». Clubic. Archivado desde el original el 8 de junio de 2007. Consultado el 16 de agosto de 2022.
40. ↑  Tom Bramwell (19 de enero de 2006). «Capturas de TrackMania Nations ESWC». Eurogamer (en inglés).
41. ↑  Hosteel (2 de diciembre de 2005). «Nadéo annonce TrackMania Nations». Gamekult.
42. ↑  «TrackMania Nations ESWC». digit (en inglés) 6 (4): 134-135. Abril de 2006.
43. ↑  «TrackMania Nations». Giochi per il mio computer (en italiano) (114). Marzo de 2006. p. 22, 130.
44. ↑  Metalbolt (Abril de 2007). «Downloads of the Download». Hardcore Gamer (en inglés) 2 (10). p. 62.
45. ↑  James (Été 2008). «Downloads of the Download». Hardcore Gamer (en inglés) 4 (2). p. 63.
46. ↑  «TrackMania Nations Forever». Giochi per il mio computer (en italiano) (143). Junio de 2008. p. 128.
47. ↑  Rédaction (18 de enero de 2006). «Images: Trackmania Nations expose son gazon». Jeuxvideo.com.
48. ↑  Rédaction (24 de enero de 2006). «Mont-de-Marsan accueille une Lan Party». Jeuxvideo.com.
49. ↑  Rédaction (10 de abril de 2004). «Trackmania Nations: le Trophée FNAC». Jeuxvideo.com.
50. ↑  Rédaction (24 de marzo de 2006). «Compétition sur Trackmania Nations». Jeuxvideo.com.
51. ↑  Rédaction (12 de junio de 2008). «Himmersion habille». Jeuxvideo.com.
52. ↑  Rédaction (9 de enero de 2007). «Ouverture des inscriptions de l'Argenteuil Digitale». Jeuxvideo.com.
53. ↑  Rédaction (3 novembre 2012). «ESWC 2012 : Le podium Trackmania Nations». Jeuxvideo.com.
54. ↑  Rédaction (16 juillet 2012). «ESWC 2012 : Le programme». Jeuxvideo.com.
55. ↑  Rédaction (16 de abril de 2008). «TrackMania pour toujours». Jeuxvideo.com.
56. ↑  Rédaction (4 de abril de 2008). «Trackmania Nations Forever en détails». Jeuxvideo.com.
57. ↑  JackFlash-. «TrackMania peut-il revenir sur le devant de la scène». Jeuxvideo.com.
58. ↑  Rédaction (12 septembre 2008). «ESWC 2009 : les disciplines». Jeuxvideo.com.
59. ↑  Rédaction (28 janvier 2009). «Ce week-end, Chelles, ville de jeux». Jeuxvideo.com.
60. ↑  Rédaction (12 mai 2009). «La Coupe de France dans les starting-blocks». Jeuxvideo.com.
61. ↑  Rédaction (10 mai 2013). «5ème Championnat de France Universitaire de jeux vidéo». Jeuxvideo.com.
62. ↑  [Official]Chri6 (9 décembre 2016). «Regen'UP, une LAN de 24 h à Saint-Etienne du Rouvray». Jeuxvideo.com.
63. ↑  Hosteeel (30 de janvier de 2006). «Trackmania Nations a la cote». Gamekult.
64. ↑  Hosteeel (3 de juillet de 2006). «TrackMania United annoncé». Gamekult.
65. ↑  Guillaume R. (22 Mars 2006). «Trackmania Nations : 6 millions de joueurs». Génération-NT.
66. ↑  Guillemette Echalier (8 juillet 2007). «Quand les « gaming zones » prennent le large». 20 minutes.
67. ↑  Hosteeel (31 de octobre de 2007). «Des pubs dans Trackmania Nations Forever». Gamekult.
68. ↑  Phil Elliott (5 de juillet de 2006). «Electronic Sports World Cup hands out $400,000». GameSpot (en inglés).
69. ↑  Jihem (12 juillet 2004). «Coupe Du Monde Des Jeux Video 2004». Jeuxvideo.com.
70. ↑  Rédaction (9 juillet 2007). «La Coupe du monde des jeux vidéo 2007 : La Pologne fait des étincelles». Jeuxvideo.com.
71. ↑  Yaourt (5 février 2008). «Selrahc rejoint dignitas». Actu-Lan. Archivado desde el original el 4 de mayo de 2018. Consultado el 11 de octubre de 2021.
72. ↑  MasterLudo (12 de juillet de 2006). «La France championne du monde 2006 de football ! Incroyable !». Caradisiac.
73. ↑  IGN Staff (6 de juin de 2008). «ESWC Preliminaries Now Over in Five Countries». IGN (en inglés).
74. ↑  IGN Staff (11 de septembre de 2008). «First Pool of Official Game Titles for ESWC 2009». IGN (en inglés).
75. ↑  IGN Staff (13 de août de 2008). «ESWC Grand Final -- Information and Schedules». IGN (en inglés).
76. ↑  Bengt Lemne (29 de août de 2008). «Swede wins Trackmania title». Gamereactor (en inglés).
77. ↑  Luis Landero (29 de août de 2008). «Medallistas del ESWC 2008 - Polonia es Rey de Counter-Strike». Astro Mono. Archivado desde el original el 16 de mayo de 2018. Consultado el 11 de octubre de 2021.
78. ↑  CyQqQ (10 août 2009). «L'ESWC racheté». Actu-Lan. Archivado desde el original el 4 de febrero de 2017. Consultado el 11 de octubre de 2021.
79. ↑  Malystryx (5 avril 2009). «ESWC is dead, company enters liquidation». SK Gaming. Archivado desde el original el 3 de enero de 2022. Consultado el 11 de octubre de 2021.
80. ↑  gOrdi. «ESWC, une décennie à la loupe - .com». Team-aAa.
81. ↑  Cauhopé Pierre (5 juillet 2010). «Les podiums de l'ESWC 2010 - Live: ESWC 2010». Actu-Lan. Archivado desde el original el 4 de mayo de 2018. Consultado el 11 de octubre de 2021.
82. ↑  cl0wn (5 juillet 2010). «ESWC : Les podiums». Team-aAa.
83. ↑  François (6 de juillet de 2010). «Les résultats de l'ESWC 2010». Journal du Geek. Parámetro desconocido |éditeur= ignorado (se sugiere |editorial=) (ayuda);
84. ↑  «Game Frontier to host UK, UAE and Kuwait ESWC 2010 qualifiers.». Gamasutra (en inglés). 24 mars 2010.
85. ↑  «Le Mondial du Jeu Vidéo ouvre ses portes à Disneyland Paris!». Melty. 1 de julio de 2010.
86. ↑  Emmanuel Forsans (6 de noviembre de 2011). «Palmarès et bilan de la Coupe du Monde des Jeux Vidéo 2011». AFJV.
87. ↑  Emmanuel Forsans (3 octobre 2011). «ESWC 2011: 5 jours de compétition au Paris Games Week». AFJV.
88. ↑  Calaagree (22 de octubre de 2011). «ESWC : HakkiJunior, nouveau champion». Team-aAa.
89. ↑  Dave Harrison (4 de julio de 2006). «TrackMania becomes United». GamesRadar+ (en inglés).
90. ↑  Hosteel (17 de noviembre de 2006). «Test - TrackMania United redonne des couleurs». Gamekult.
91. ↑  Jon Valjean (21 de abril de 2008). «TrackMania Nations Forever review (PC)». Gameplanet (en inglés). Archivado desde el original el 9 de julio de 2015. Consultado el 11 de octubre de 2021.
92. ↑  Richard_Cobbett (27 de mayo de 2008). «TrackMania United Forever review». GamesRadar+ (en inglés).
93. ↑  Rédaction (4 de abril de 2008). «TrackMania Nations Forever en détails». Jeuxvideo.com.
94. ↑  Jean-Marc (14 de noviembre de 2008). «Test de TrackMania DS». Jeuxvideo.fr.
95. ↑  Jane Douglas (15 de marzo de 2011). «TrackMania: Build to Race Review». GameSpot (en inglés).
96. ↑  Rivaol (1 de octubre de 2010). «Test TrackMania Turbo sur DS». Jeuxvideo.com.
97. ↑  Le0ben (26 de septiembre de 2011). «Test: TrackMania² Canyon». Gamekult.
98. ↑  Martin Robinson (17 de julio de 2013). «TrackMania 2 Valley review». Eurogamer (en inglés).
99. ↑  «Test TrackMania² Lagoon».: Un |año=2017 |sitio web=Jeuxvideo.com |en |standalone}} qui arrive bien trop tard sur PC |autor=daFrans |día=7 |mes=junio}}
100. ↑  Martin Robinson (23 de marzo de 2016). «TrackMania Turbo review». Eurogamer (en inglés).
101. ↑  Jason D'Aprile (28 de marzo de 2016). «TrackMania Turbo Review». GameSpot (en inglés).
102. ↑  Cortez62 (28 de junio de 2013). «Test de TrackMania 2 Stadium». Jeuxvideo.fr. Archivado desde el original el 9 de abril de 2018. Consultado el 11 de octubre de 2021.
103. ↑  «TrackMania». Edge (en inglés) (293). Junio de 2016. p. 123.
104. ↑  Daniel Griliopoulos (Décembre 2015). «The 20 Best Free Games». Maximum PC (en inglés). p. 51.
105. ↑  «The Best Free-to-Play PC Games». PC Magazine (en inglés). Julio de 2015. p. 178.
106. ↑  «The 20 Best Free Games». Windows: Help & Advice (en inglés). Diciembre de 2015. p. 69.
107. ↑  Emmanuel Forsans (15 octobre 2012). «La Coupe du Monde des Enfants - ESWC Kids sur». AFJV.
108. ↑  Nerces (4 de abril de 2008). «Trackmania Nations Forever: dévoilé et gratuit!». Clubic. Archivado desde el original el 18 de febrero de 2009. Consultado el 16 de agosto de 2022.
109. ↑  Joule (22 mars 2006). «Trackmania Nations carbure». Factornews.
110. ↑  «Trackmania Nations: 6 millions de téléchargements». AFJV. 20 mars 2006. Archivado desde el original el 21 de marzo de 2006. Consultado el 11 de octubre de 2021.
111. ↑  CBL (11 avril 2008). «Un magazine Trackmania». Factornews.
112. ↑  Joule (28 mai 2008). «Trackmania : le magazine dispo». Factornews.
113. ↑  Junio (9 avril 2008). «Trackmania magazine». Team-aAa.
114. ↑  «WCG 2009 - Pio_ nadzieją polskiej piłki, CS-owcy niszczą i... "taktycznie przegrywają"? Szwedzi dominują Trackmanię». Archivado desde el original el 28 de abril de 2020. Consultado el 11 de octubre de 2021.
115. ↑  «ESL at the MCM Expo». GamesIndustry.biz (en inglés). 11 juin 2010.
116. ↑  Hosteel (27 de janvier de 2006). «TrackMania Nations disponible». Gamekult.
117. ↑  Ian Williams (28 juillet 2014). «How Bad Choices Wrecked Trackmania's Momentum». Paste (en inglés).
118. ↑  Hosteel (4 de avril de 2008). «TrackMania Nations Forever annoncé». Gamekult.
119. ↑  Hosteel (16 de abril de 2008). «TrackMania Nations Forever dispo». Gamekult.
120. ↑  «Trackmania Nations Forever sur». Gamekult. 2008. Texto «Steam» ignorado (ayuda); Texto «en» ignorado (ayuda) |autor=Dr Chocapic |día=17 |mes=avril}}
121. ↑  IGN Staff (16 de avril de 2008). «New TrackMania Games Available Now on Steam». IGN (en inglés).
122. ↑  IGN Staff (2 de juillet de 2008). «TrackMania Breaks a World Record». IGN (en inglés).
123. ↑  Junio (25 décembre 2007). «Trackmania dans le». Team-aAa Guinness.
124. ↑  Guinness World Records (Febrero de 2008). Guinness World Records Gamer's Edition 2008 (en inglés). ISBN 978-1-904994-21-3. |lieu=États-Unis |editor=Guinness World Records |pages totales=256 |passage=148-149}}
125. ↑  «Trackmania Nations». Tom's Hardware. 2 décembre 2005. Archivado desde el original el 28 de junio de 2018. Consultado el 11 de octubre de 2021. |autor=David Civera}}
126. ↑  «Leadtek Winfast РХ8800 GTS ТDН 640МВ». Hard 'n Soft (en ruso) (12). Décembre 2007. p. 46.
127. ↑  «Leadtek Winfast РХ8800 GTS ТDОН». Chip (en ruso). Julio de 2008. p. 61.
128. ↑  «Racing Maniacs' World Cup». PC Zone (en inglés) (166). Avril 2006. p. 115.
129. ↑  «Review: Now Playing». Edge (en inglés) (160). Mars 2006. p. 81.
130. ↑  «Read Me my Rights». digit (en inglés) 7 (2). février 2007. p. 40.
131. ↑  «Forza Stellare». Giochi per il mio computer (en italiano) (115). Abril de 2006. p. 66.
132. ↑  «TrackMania Nations». PC Open (en italiano) (116). Avril 2006. pp. 7, 55. Parámetro desconocido |langue périodique= ignorado (ayuda)
133. ↑  «Velocidad». Micromania (115). Abril de 2006. p. 130.
134. ↑  «Downloads on the Download». Hardcore Gamer (en inglés) 2 (10). Abril de 2007. p. 62.
135. ↑  Laurent-Bastien (25 de abril de 2006). «TrackMania Nations - 400 000 adeptes pour ce jeu gratuit». Jeuxvideo.fr. Archivado desde el original el 25 de noviembre de 2006. Consultado el 11 de octubre de 2021.
136. ↑  Laurent-Bastien (16 de febrero de 2006). «Esport». Jeuxvideo.fr. Archivado desde el original el 28 de junio de 2006. Consultado el 16 de agosto de 2022.
137. ↑  ToLy (7 de octubre de 2010). «Test TrackMania Nations sur PC». Jeuxvideo.com.
138. ↑  «Téléchargement pour le jeu TrackMania Nations Forever». Jeuxvideo.com. Archivado desde el original el 9 de mayo de 2018. Consultado el 11 de octubre de 2021.
139. ↑  «TrackMania Nations trailer». Eurogamer. 26 de enero de 2006. |idioma=en |autor=Tom Bramwell}}
140. ↑  «TrackMania Nations released». Eurogamer. 30 janvier 2006. |idioma=en |autor=Tom Bramwell}}
141. ↑  CBL (22 de febrero de 2008). «Trackmania 3-D». Factornews.
142. ↑  «Trackmania Nations Forever». The Games Machine (en italiano) (236): 15. Julio de 2008.
143. ↑  «Trackmania Nations Forever Nel Guinness di Primati». The Games Machine (en italiano) (238): 17. Septiembre de 2008.
144. ↑  Nerces (4 de abril de 2008). «Trackmania Nations Forever : dévoilé et gratuit !». Clubic.
145. ↑  «TrackMania Nations Forever - Free and for All». GameSpy (en inglés). 4 de abril de 2008.
146. ↑  «In-Game Advertising». gamedevelopper (en inglés) 13 (6): 47. Junio de 2006.
147. ↑  «Are You Getting Your Game on Yet». Strategy (en inglés) 19 (3): 31,34. Octubre de 2010.
148. ↑  Calaagree (26 de enero de 2011). «[Guide] Tout sur TrackMania Nations Forever». Team-aAa.